# Ninski Stanovi
Ninski Stanovi est un village de la municipalité de Nin (Comitat de Zadar) en Croatie. Au recensement de 2011, la ville comptait 358 habitants.